# 嘉義市公車忠孝新民幹線
忠孝新民幹線（紅線），為嘉義市公車三條主要公車路線之一，由國光客運營運。由勞工育樂中心出發後，先於中埔鄉境內設置2.5站，再由軍輝路興村教會站繞回嘉義市，沿途經過西區區公所、嘉義火車站及多間高中職後，終點至忠孝北街。
忠孝新民幹線A線（紅A線），經由忠孝北街及民雄成功三路延駛至民雄工業區服務中心，全線於2020年12月30日試營運，2021年1月11日正式通車。

## 歷史
- 2019年10月：嘉義市政府宣布所管轄的公車路線將全面替換為電動公車，成為全台首創之縣市。[5]
- 2020年10月：忠孝新民幹線配置之電動公車交車。[6]
- 2020年12月30日～2021年1月3日：忠孝新民幹線開始試營運，每日各4往返共8班次。[7][8]
- 2021年1月4日～2021年1月10日：忠孝新民幹線試營運班次調整為全班次。
- 2021年1月11日：忠孝新民幹線（含A線）全線正式通車。
- 2021年11月10日：新增「耐斯廣場」招呼站，「後湖」站更名為「後湖（嘉義基督教醫院）」。主線改由「勞工育樂中心」站發車，新增「興村」、「輔仁中學」2處招呼站，原「立仁高中」、「彌陀夜市」2處招呼站改由A線服務。
- 2022年4月18日：新增「和美仁義路口」、「和美幸福五街口」、「興村教會」3處招呼站。
- 2024年2月16日：支線新增「北興國中」、「嘉北新生口」2處招呼站，並裁撤「台斗坑」招呼站。

## 路線基本資料
- 全程行車里程數：12.4公里（含延駛路線13.9公里）
- 全程行車時間：約60分（含延駛路線約65分）

### 停站
- 參見右方站牌路線圖。

### 收費
- 一段票收費：全票12元、半票6元
- 2025年12月底前刷電子票證(IC卡)免費乘車
- 適用TPASS行政院通勤月票免費乘車

## 車輛配置
- 2020年 成運Master MB120NSE三門電動低地板公車2輛。
- 2020年 成運Master MB090NSE單門電動低底盤公車4輛。

## 周邊
- 加恩教會
- 嘉北車站
- 耐斯廣場
- 宏仁女中
- 檜意森活村
- 嘉義市立文化中心
- 經國新城
- 嘉義南門教會
- 興村教會

## 外部連結
- 國光客運（页面存档备份，存于）
- 嘉義市政府交通處（页面存档备份，存于）